# 拉薩特 (明尼蘇達州)
拉薩特（英語：Rassat）是位於美國明尼蘇達州賴特縣查塔姆鎮區及瑪麗斯維爾鎮區的一個非建制地區。

## 地理
拉薩特所處的海拔為高於海平面299米（即981英呎），而該地所採用的時區為UTC-6，即北美中部時區（CST）。同時該地設有夏令時間，為UTC-6調快一小時，即UTC-5（CDT）。